# Inishmore (album)
Inishmore è il decimo album in studio del gruppo heavy metal statunitense Riot, pubblicato nel 1998.

## Tracce
1. Black Water (M. Reale) - 2:42
2. Angel Eyes (M. DiMeo, M. Reale, M.Flyntz) - 4:27
3. Liberty (M. DiMeo, M. Reale) - 5:08
4. Kings Are Falling (M. DiMeo, M. Reale) - 4:33
5. The Man (M. DiMeo, M. Reale) - 3:52
6. Watching the Signs (M. DiMeo, M. Reale) - 4:35
7. Should I Run (M. DiMeo, M.Reale) - 4:40
8. Cry for the Dying (M. DiMeo, M. Reale) - 4:39
9. Turning the Hands of Time (M. DiMeo, M. Reale) - 5:08
10. Gypsy (M. DiMeo, M. Reale) - 5:20
11. Inishmore (Forsaken Heart) (M. Reale) - 1:45
12. Inishmore (M. Reale) - 4:32

L'edizione giapponese non contiene la traccia 9, ma al suo posto la seguente bonus track:
1. Danny Boy (traditional, arr. M. Reale) - 4:32

## Formazione
- Mike DiMeo - voce
- Mark Reale - chitarra
- Mike Flyntz - chitarra
- Pete Perez - basso
- Bobby Jarzombek - batteria